# L'Étoile (Somme)
L'Étoile (Picardisch: L'Étoèle) is een gemeente in het Franse departement Somme (regio Hauts-de-France) en telt 1305 inwoners (1999). De plaats maakt deel uit van het arrondissement Amiens.

## Geografie
De oppervlakte van L'Étoile bedraagt 7,9 km², de bevolkingsdichtheid is 165,2 inwoners per km².
De onderstaande kaart toont de ligging van L'Étoile (Somme) met de belangrijkste infrastructuur en aangrenzende gemeenten.

## Demografie
Onderstaande figuur toont het verloop van het inwonertal (bron: INSEE-tellingen).